# Situationistisk Internationale
Situationistisk Internationale, eller Situationisterne,
refererer til en kulturel praksis udviklet af den Situationistiske Internationale (SI) (fr. Internationale situationniste). SI bestod af en lille gruppe politisk og kunstnerisk radikale aktører, som med udgangspunkt i marxistisk teori og det tidlige 1900-tals avantgarde, havde ambitioner om grundlæggende sociale og politiske ændringer i Europa.
SI blev grundlagt i 1957, og var aktive gennem hele årtiet, 1960'erne. I løbet af 1960'erne blev den oprindelige Situasjonistiske Internasjonale opdelt i flere, mindre fraktioner, som Bauhaus Situationiste (med de danske kunstnerbrødre Jørgen Nash og Asger Jorn), Antinationalen og den Anden Situationistiske Internationale. Medlemmerne i den oprindelige SI opløste organisationen i 1972.

## Oversigt
Situationisterne stod for en frihedsrettet, venstreorienteret kritik af samfundet. Meget af kritikken var grundet i tanken om at kapitalen havde fået en næsten fuldstændig dominans på den vestlige kultur, og at kapitalismen havde taget form af en total varefetichisme. Resultatet var et "skuespilsamfund" hvor mennesker er reduceret til tilskuere uden mulighed for at gribe ind i og ændre deres egen virkelighed. Dette er ideer som en af bevægelsens grundlæggere, Guy Debord omtaler i sin bog "Skuespilsamfundet" (La Société du spectacle) som udkom i 1967.
SI angreb alle etablerede politiske og akademiske teorier, til trods for at det i dag kan være vanskeligt at se bevægelsen uden rødder i netop de akademiske og politiske sfærer. SI anses af mange som en af de stærkeste drivkræfter bag studenteroprøret i Frankrig i maj 1968.
Situationisterne stod nærmere en anarkistisk end en marxistisk socialisme, og lagde stor vægt på autonomi. I deres skrifter analyserede de allerede før 1960 popkulturens revolutionære potentiale, og hyldede optøjer og plyndring som spontane oprør mod det gennemregistrerede forbrugersamfund.
Situationisterne angreb ikke bare sovjetmarxismen, men også Maos kinesiske diktatur så vel som Hồ Chí Minhs brutale ensretning i Nordvietnam, på et tidspunkt da det akademiske venstre i Europa hyldede disse bevægelser.

## Historie

### Den første Situationistiske Internationale
SI ble dannet under et møde i den italienske landsby Cosio d'Arroscia 18. juli 1957 ved et møde mellem flere forskellige kunstnergrupper som påberåbte sig at være avantgardister: Letterist International (en), den Internationale bevægelse for et imaginistisk Bauhaus (en gren af COBRA-gruppen), og London Psychogeographical Association. Grupperne kom sammen med en ambition om at genoplive surrealismens politisk radikale potentiale.
Debord fremstod tidligt som den mest markante blandt gruppens medlemmer, men han har senere været genstand for blandet omtale. Samtidig som han gav SI dets teoretiske fundament, udøvede han en nærmest diktatorisk kontrol over bevægelsens udvikling og medlemmer.
Andre vigtige medlemmer var den hollandske maler Constant Nieuwenhuys, den italiensk-skotske forfatter Alexander Trocchi, den engelske kunstner Ralph Rumney, danske Asger Jorn, Attila Kotanyi (veteran fra det ungarske oprør mod Sovjet i 1956), og den franske forfatter Michele Bernstein.

### Den Anden Situationistiske Internationale
SI var helt fra starten præget af splittelser og ekskluderinger. Det vigtigste brud i gruppen i 1962 resulterede i at Paris-sektionen gjorde hævd på navnet Situationistiske Internationale og ekskluderede den tyske sektion. Den ekskluderede gruppe deklarerede sig som den Anden Situationistiske Internationale.

## Situationismen og avantgarden
Påvirket af filosoffen Georg Lukács lavede SI tidligt en historisk analyse af avantgardistiske bevægelser som Dada og surrealismen. De anså at disse bevægelser var mislykkede eftersom de faktisk ikke forandrede verden. For SI var meningen med kunst at skabe en revolutionær bevidsthed, ikke at skabe eksperimentelle kunstværker. Debord mente at det kapitalistiske samfund havde neutraliseret alle tidligere forsøg på at udfordre borgerskabets hegemoni. Ved at tilegne sig den avantgardistiske kultur havde den borgerlige klasse forandret al kunst, alle subversive former og alle symbolske værdier til varer. Dette omtalte SI som "récuperation".
Denne konklusion førte til at alle kunstnere blev ekskluderet fra gruppen i 1962. Kunst tilhørte det forgangne, og fra og med nu skulle kunsten realiseres i den revolutionære praksis. Man skulle vie sig til anti-kunst. Tanken var at SI selv ved at tilegne sig skuespilsamfundets repræsentationer skulle kunne skabe subversive og kritiske effekter. Dette skulle gøres indefra, og derfor var medlemmerne tvunget til at kamuflere deres kunstneriske intentioner og blive usynlige i skuespilsamfundet. På denne måde ville man skabe en slags "kunstneriske terrorhandlinger".

## Détournement
Metoden for at genvinde kunstens radikalitet kaldtes "détournement", på dansk fordrejning. På et måde er dette det modsatte af "récuperation" (radikale ideer som omformes til trygge forbrugsvarer) ved at billeder og forestillinger produceret af "skuespillet" bliver ændret og undergravet, og sådan ændrer mening fra at støtte status quo til at formidle et mere radikalt eller oppositionelt budskab. På fransk har détournement flere overlapende betydninger, der går fra mere ‘offensive’ som kidnapning til mere ‘neutrale’ som at tilegne sig noget. Fordrejning er en metode, de internationale lettrister og situationisterne udvikler i løbet af 1950’erne som en samtidig overskridelse af såvel teori og praksis som kunst og politik. I stedet for at skabe nye værker fordrejer lettristerne og situationisterne allerede eksisterende kunstværker og den sociale diskurs, dens billeder og tekster. Fordrejningen er en radikalisering af den moderne kunsts eksperimenter med henblik på at intervenere i den sociale kommunikation og afsløre denne.
Ideen om "détournement" har øvet stor indflydelse på en del samtidige politisk radikale grupperinger og bevægelser, og kan ses i aktiviteterne til nutidens "culture jammers" og adbustere. Et eksempel kan være forvrængningen af varemærkerne Nikes reklamekampangne. I dette tilfælde blev den originale selvfremstillingen af selskabet ændret for at rette opmærksomheden mod Nikes strategi om at flytte produktionen til frihandelszoner med billig arbejdskraft i den tredje verden.

## Dérive
Et tidligt projekt som situationisterne havde viet sig til kaldtes dérive, som kan oversættes med "at drive rundt", i bylandskabet for at se hvordan de forskellige bymiljøer påvirker sindsstemninger. Man skulle slippe de viljestyrede processer og tillade en legende og konstruktiv opførsel. Under vandringerne talte man med hinanden om hvordan man oplevede forskellige ting, og dette blev på en måde også et instrument til at analysere sig selv. Af dette udviklede man teorien om psykogeografi, dvs. hvordan fysiske miljøer påvirker os. SI mente at den modernistiske byplanlægning og arkitektur kun bidrager til et samfund hvor mennesker bliver mere isolerede. Den moderne by er reduceret til en kulisse for konsum.

## "Kommentarer til Skuespilsamfundet"
I 1988 publicerede Debord bogen "Kommentarer til Skuespilsamfundet". Meget af troen på en forandring af samfundet er byttet ud med en konstatering af at det diffuse skuespil som kendetegner samfundet i dag er gået over i et totalt skuespilsamfund. Han opstiller fem punkter som typiske for det totale skuespilsamfund:
- uafladelig teknisk fornyelse
- integration af stat og økonomi
- generel hemmeligholdelse
- løgne som ikke kan besvares
- et evig nu

## Situationismen i dag
Mange af situationisternes tanker er igen blevet aktuelle indenfor enkelte kunstneriske og politiske bevægelser. Fra midten af 1990'erne har man set en række kritiske projekter og teorier indenfor kunst og akademier med klare referencer til situationistisk tankegods. Inden for kunsten nævnes for eksempel den relationelle æstetik som en videreføring af situationisternes handlinger i det offentlige rum, og inden for det politiske felt findes eksempelvis løst organiserede grupper som CrimethInc samt aktiviteter som Reclaim the Streets og adbusting.[kilde mangler]

## Eksterne kilder og henvisninger
1. ↑  Situationisterne var selv uvillige til at omtale deres bevægelse som en -isme, og påberåbte selv betegnelsen "situationist". Førsteudgaven af tidsskriftet Internationale Situationniste i 1968 definerede situationist som "teorien om eller den praktiske aktivitet at konstruere situationer". Situationisme blev defineret som "en meningsløs term urigtig udledt af "situationist". Der findes ingen situationisme, som ville betyde en fortolkningsdoktrin af eksisterende fakta. Ideen om situationisme er åbenbart opfundet af antisituationister".
2. ↑  "Introduction to a Critique of Urban Geograph". 2013-10-09.

- Situationist International online Arkiveret 5. september 2016 hos  Wayback Machine
- nothingness.org
- Guy Debord og situationisterne
- Situationistkonference i København Arkiveret 15. marts 2007 hos  Wayback Machine
- Mikkel Bolt: Den sidste avantgarde. Situationistisk Internationale hinsides kunst og politik (København: Politisk Revy, 2004) https://bibliotek.dk/da/work/870970-basis%3A25567293
- Mikkel Bolt Rasmussen & Jakob Jakobsen: Expect Anything Fear Nothing: The Situationist Movement in Scandinavia and Elsewhere (København: Nebula, 2011)
- Mikkel Bolt Rasmussen & Jakob Jakobsen: Cosmonauts of the Future: Texts from the Situationist Movement in Scandinavia and Elsewhere (København: Nebula, 2015)